# Göran Malmgren
Fritz Göran Malmgren, född 8 maj 1942 i Solna, är en svensk musiker och musikadministratör.
Malmgren var rektor för Kungliga Musikhögskolan 1993–2000. Han invaldes 1996 som ledamot av Kungliga Musikaliska Akademien och är ledamot av dess styrelse. Han är också ledamot av Konstnärsnämndens styrelse.